# Hasan Muratović
Hasan Muratović (Olovo, 1940. április 11. – Szarajevó, 2020. november 14.) bosnyák politikus, miniszterelnök (1996–1997), a Szarajevói Egyetem rektora (2004–2006).

## Életútja
1959 és 1963 között a Ljubljanai Egyetem Gépészmérnöki Karán tanult, ahol 1964-ben diplomázott. 1970 és 1972 között a Szarajevói Egyetem mesterképzésén vett részt. 1981-ben a Belgrádi Egyetemen szerzett PhD fokozatot.
1974-ben kezdett tanítani a Szarajevói Egyetem Gépészmérnöki Karán. 1982-ben a Villamosmérnöki Kar oktatója, majd 1988-ban az informatikai rendszerek elmélete és elemzése tanszékének professzora lett. Itt rektorrá választásáig tartott előadásokat. Ugyanebben az időben alapítója volt a Vezetés-Szervezés Tanszéknek, melynek 2006-ig a vezetője is volt. Az egyetem rektoraként (2004–2006) bevezette a bolognai felsőoktatási folyamatot. Négy könyv szerzője, valamint hat könyv és több mint 140 cikk társszerzője a stratégia, az átszervezés, a szervezeti struktúra, a válságkezelés és a tárgyalások szakterületén.
Oktatói és tudományos pályafutásával párhuzamosan gazdasági társaságokban is tevékenykedett. 1964 és 1974 között a szarajevói motorgyár (FAMOS, Fabrika motora Sarajevo) fejlesztési kutatója, termelés előkészítési, majd a Szervezési és Tervezési Osztály vezetője. 1973 és 1977 között a zambiai Lusaka United Bus Company regionális vezetője volt. 1978 és 1988 között a Szarajevói Gazdasági és Szervezeti Intézet tudományos munkatársa és tanácsadója volt. 1990 és 1998 között az UPI Kutatási és Fejlesztési Intézetét irányította, amely a volt Jugoszlávia tíz legnagyobb vállalata közé tartozott. 1989-ben megalapította saját tanácsadó cégét, a BHM-et, amely a boszniai háború kezdetéig sikeresen működött. 2004 és 2008 között a Deloitte boszniai képviseletének az elnöke, majd vezetői tanácsadási projektek tanácsadója volt.
Politikai pályafutását a boszniai háború elején kezdte. 1992 júniusa és 1996 január 30. között a Bosznia és Hercegovinai Köztársaság hat háborús kormányában tárca nélküli miniszteri pozíciót töltött be. 1993 és 1995 között a nemzetközi szervezetekkel való együttműködésért felelős államtitkárság elnöke volt. A daytoni békeszerződés aláírása után 1996. január 30-án a Bosznia és Hercegovinai Köztársaság negyedik, utolsó miniszterelnöke lett. Ezt a tisztséget 1997. január 3-ig töltött be. Ezt követően 1997–98-ban a Bosznia-hercegovinai Föderáció külkereskedelmi és gazdasági kapcsolatok minisztereként dolgozott. 1998 és 2001 között nagykövet Horvátországban. 2002 és 2004 között az Európa Tanács Parlamenti Közgyűlésének alelnöke Strasbourgban.
2020. november 14-én hunyt el koronavírus-fertőzés következtében Szarajevóban.